# Železniční trať Lhasa–Žikace

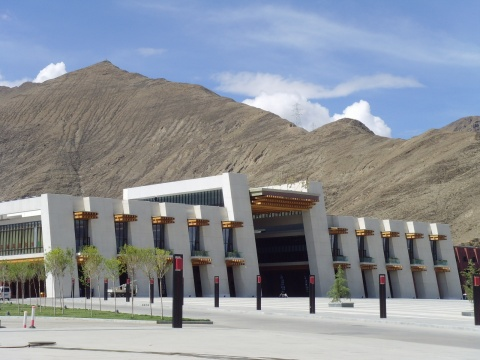
Železniční stanice Lhasa

Železniční trať Lhasa–Žikace (ལྷ་གཞིས་ལྕགས་ལམ་, Wylie: lha gzhis lcags lam) spojuje hlavní město Tibetské autonomní oblasti (TAO), Lhasu, s druhým největším městem TAO, Žikace.
Výstavba trati začala v roce 2010. Trať je dlouhá 253 km, a celá se nachází v nadmořské výšce 3600 - 4000 m n. m. Úsek byl slavnostně otevřen 15.8.2014, první vlaková souprava ze Lhasy vyjela 16.8.2014. Následná prodloužení počítají s dalším přibližováním k hranicím s Indií a Nepálem a následným mezinárodním propojením .
Na úseku bylo vybudováno 96 mostů v celkové délce 45 km, nejdelší z nich měří 148 m, a 29 tunelů o celkové délce 70 km, nejdelší z nich měří 10 km. Celkem tunely a mosty představují 45% z celkové délky úseku.
Trať má 14 zastávek, z toho osobní vlaky obsluhují pouze 6 stanic. Ostatní zastávky slouží pouze nákladním vlakům. Během výstavby železnice bylo podél úseku vytěženo množství nerostných surovin a odvezeno do čínského vnitrozemí. Vlaky ze Lhasy do Žikace a zpět jezdí pouze jednou denně. Cesta trvá tři hodiny.
- Lhasa 0 km
- Cena 33 km (Tato zastávka bude obsluhovat i železnici do Ňingthri, která se začala budovat v roce 2014.)
- Čhušur 56 km
- Ňemo 103 km
- Rinpung 151 km
- Žikace (Samdrub-ce) 253 km

Výstavba úseku vyvolala protesty ze strany Tibeťanů, kteří se obávají přílivu čínských migrantů do regionu.